# Fissidens fissicaulis
Fissidens fissicaulis är en bladmossart som beskrevs av C. Müller 1874. Fissidens fissicaulis ingår i släktet fickmossor, och familjen Fissidentaceae. Inga underarter finns listade i Catalogue of Life.